# Linaje de Latas
El linaje de Latas es una histórica familia noble infanzona de origen aragonés cuyas primeras referencias que aparecen documentadas son con las formas Latas y Lata. Proceden las familias de este apellido de las montañas del primitivo Reino de Aragón en la que es la mitad norte de la actual provincia de Huesca. Destacan del linaje miembros como el maestro Juan de Latas o fray Blas de Latas.

## Historia

### Orígenes: hipótesis
Existe disparidad en las opiniones acerca del origen del linaje de Latas preponderante en Aragón, ya que no hay que obviar la existencia de otras familias apellidadas Latas cuyo origen es completamente diferente. Este es el caso de los Latas gallegos o cántabros. 
Una vez hecha esta aclaración, respecto al linaje aragonés hay dos opiniones principales en cuanto al origen: aquella que sitúa el nacimiento en el lugar de Latas, de donde tomarían el nombre; y por otra parte, aquella que relaciona la llegada del linaje con el asentamiento en Aragón en el siglo XIII del cónsul del Rey de Aragón en Montpellier Johannes de Latas y sus descendientes. 
Esta última hipótesis de procedencia del occitano Johannes de Latas, miembro de la corte del rey Pedro II el Católico desde la incorporación al Reino de Aragón de las localidades de Lattes y Montpellier es la más fácil de sostener en la actualidad.
Más allá del hecho de que la ya referida localidad de la actual Francia, Lattes, en occitano se denomina "Latas", se podría fundamentar también en otras dos cuestiones, las que explicarían el origen de las relaciones entre el linaje y los Reyes de Aragón dando una explicación a la existencia en el escudo familiar de un castillo con cinco torres sobre ondas de agua, ya que la referida localidad occitana de Latas, de la que el Rey Pedro II el Católico tomó el señorío en su nombre, contaba por aquella época con un castillo, hoy desaparecido, cuya descripción asemeja a la que Piferrer en el siglo XIX da del castillo que forma parte del escudo familiar, y que además, se encontraba a orillas del río Lez. Cabe destacar que Latas era el puerto fluvial histórico de la ciudad de Montpellier. De ahí la posible explicación de la existencia de dicho castillo sobre las aguas en el escudo. 
Por lo tanto, si tomamos en consideración esta última hipótesis, estamos claramente ante un linaje aragonés pero de orígenes occitanos, siendo el cónsul Johannes de Latas el primer miembro que se estableció en tierras del actual Aragón tras la muerte en la batalla de Muret del monarca Pedro el Católico al que, está documentado, fielmente sirvió como cónsul y cogobernador de Montpellier.

### En Aragón

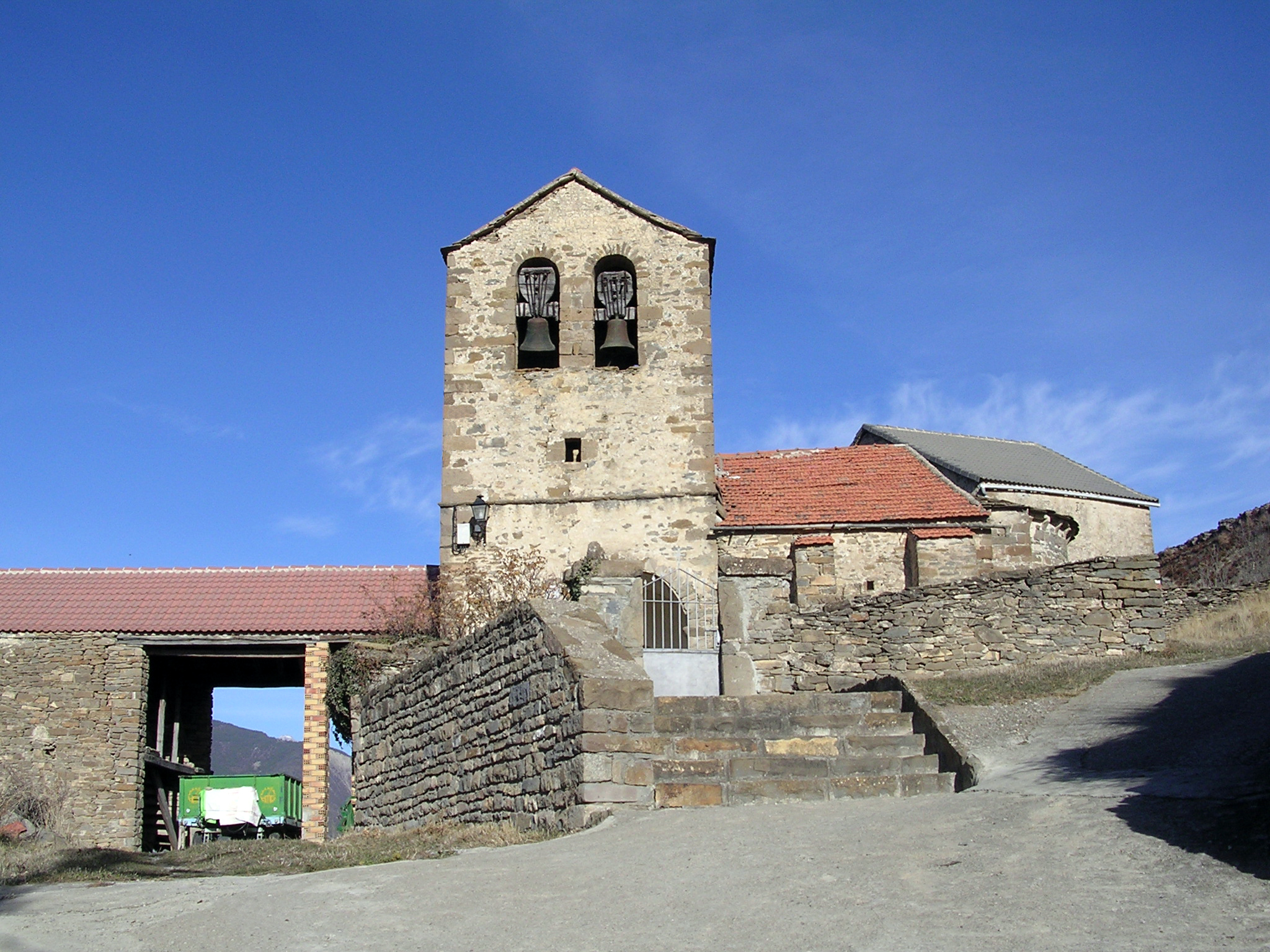
Lugar de Latas del cual, ya en el año 1055 se cita por primera vez el lugar de donde es oriundo el Linaje

Se sitúa el punto geográfico original en Aragón de expansión del Linaje en el lugar de Latas, cuyo nombre tomaron según consideran los historiadores partidarios del origen puro aragonés, perteneciente al municipio de Sardas, del partido judicial de Jaca.
La Gran Enciclopedia Aragonesa (GEA) afirma que el linaje de los Latas es de infanzones aragoneses, de hecho la primera referencia documental a un Latas de condición infanzona se registra en Leciñena, cuando en una sentencia arbitral de 1374 se relacionan todos los vecinos e infanzones de dicha población, encontrándose entre estos últimos un tal Vicient de Latas, entre otros 10 infanzones. La GEA detalla también la extensión de los Latas a otras poblaciones como Villamayor donde tienen casal desde el año 1655, en la ciudad de Zaragoza desde 1681, en Tauste desde 1731, en Almudévar desde 1731 y en Sobradiel desde 1775, todo ello según datos de la Real Audiencia de Aragón. 
Respecto a los miembros infanzones, en el siglo XVI, se documenta a Antonio de Latas, Martín de Latas y Miguel de Latas, nacidos en las poblaciones zaragozanas de Villamayor y Leciñena, y en la propia ciudad de Zaragoza, respectivamente.

### Miembros destacados
- Johannes de Latas (ss. XII-XIII), cónsul y cogobernador de Montpellier bajo el reinado de Pedro II el Católico.
- Vicient de Latas (Leciñena, s. XIV), infanzón vecino de Leciñena en 1374.
- Johan de Latas[6] (mediados del siglo XV), notario de la ciudad de Huesca.
- Blasco de Latas[7] (segunda mitad del siglo XV), párroco de Javierre y Satué.
- Juan de Latas (1490-1570), maestro renacentista.
- Domingo y Demetrio Latas (principios del siglo XVIII), regidores del Ayuntamiento de Sabiñánigo.
- Fray Blas de Latas (siglo XVIII), religioso, Abad del Real Monasterio de Nuestra Señora de Veruela entre 1776 y 1780.

Además, por su condición de caballeros o infanzones, participaron en las Cortes del Reino de Aragón:
- Vicente de Latas, en las Cortes de 1557.
- Andrés de Latas, en las de 1669, era teniente de justicia de Almudévar.
- Pedro de Latas, en las de 1678-1679, infanzón en Sarsamarcuello.
- Juan de Latas, en las de 1678-1679, era de Sariñena.

## Heráldica

Corona de Infanzón

La obra "Repertorio de Blasones de la Comunidad Hispánica"  recoge la descripción de las siguientes armas representativa de los Latas:
Escudo cuartelado: 1.º y 4.º en gules con una torre de plata, sobre ondas de agua de azur y plata mientras que en el 2.º y 3.º en oro con dos fajas de azur, siendo coronado con la cinta de infanzónconsistente en un círculo de oro enriquecido o engastado de pedrería